# Laakhaventoren
De Laakhaventoren is een ronde woontoren gelegen aan het Stamkartplein in de wijk Laakhavens direct naast de campus van De Haagse Hogeschool in Den Haag. De toren valt op door de met rode baksteen beklede gevel.
De toren is 63 meter hoog en een diameter van 25 meter. De 21 verdiepingen bevatten 277 eenkamerwoningen en zestien tweekamerwoningen met eigen keuken, badkamer en toilet. De woningen in de toren hebben een Frans balkon. Op de begane grond is een kantoor gevestigd van de Haagse vestiging van DUWO dat de studentenwoningen verhuurt.